# Ramadan Yusef
Ramadan Yusef Mohammed (amh. ረመዳን ዩሱፍ; ur. 12 lutego 2000 w Asosie) – piłkarz etiopski grający na pozycji lewego obrońcy. Od 2022 jest zawodnikiem klubu Saint-George SA.

## Kariera klubowa
Swoją karierę piłkarską Ramadan rozpoczął w klubie Shire Endaselassie FC. W sezonie 2018/2019 zadebiutował w jego barwach w pierwszej lidze etiopskiej. W 2020 roku przeszedł do Wolkite City FC, a w 2022 do Saint-George SA.

## Kariera reprezentacyjna
W reprezentacji Etiopii Ramadan zadebiutował 4 września 2019 roku w zremisowanym 0:0 meczu eliminacji do MŚ 2022 z Lesotho rozegranym w Bahyr Dar. W 2022 roku został powołany do kadry na Puchar Narodów Afryki 2021. Rozegrał na nim trzy mecze grupowe: z Republiką Zielonego Przylądka (0:1), z Kamerunem (1:4) i z Burkiną Faso (1:1).